# Helen Suzman

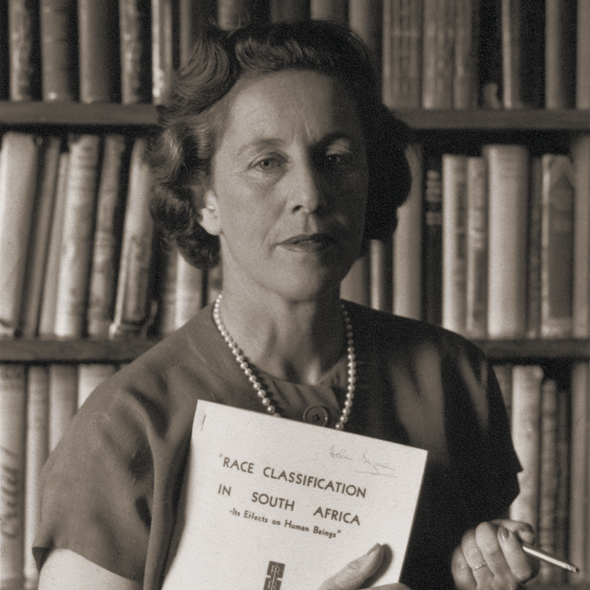
Helen Suzman (1959)

Helen Suzman (7.11.1917 – 01.01.2009) là chính trị gia và nhà hoạt động chống apartheid người Nam Phi.

## Tiểu sử
Helen Suzman có tên khai sinh là Helen Gavronsky, sinh năm 1917 trong một gia đình người Do Thái nhập cư. Bà học ngành kinh tế và thống kê tại Đại học Witwatersrand. 
Năm 19 tuổi, bà kết hôn với tiến sĩ Moses Suzman (chết năm 1994), người lớn hơn bà nhiều tuổi. Bà sinh 2 người con gái, sau đó trở lại trường đại học làm giảng viên năm 1944.

## Sự nghiệp
Bà bỏ nghề dạy học để hoạt động chính trị. Năm 1953 bà được bầu vào Quốc hội Nam Phi với tư cách ứng cử viên của Đảng Thống nhất. Bà chuyển sang Đảng Cấp tiến năm 1959, đại diện khu vực bầu cử Houghton làm nghị sĩ duy nhất của đảng ở Quốc hội Nam Phi, đồng thời cũng là nghị sĩ duy nhất thẳng thắn chống đối chủ nghĩa apartheid, từ năm 1961 tới 1974.
Bà thường bị cảnh sát quấy nhiễu và điện thoại của bà cũng bị họ nghe trộm. Bà có một kỹ thuật đặc biệt để chống nghe trộm điện thoại bằng cách đặt một cái còi thổi ở miệng ống điện thoại.
Suzman nổi tiếng về việc công khai chỉ trích mạnh mẽ chính sách apartheid của "Đảng Dân tộc" vào lúc mà nó không đại diện cho các người Nam Phi da trắng, và thấy rằng mình còn là người ngoài cuộc vì bà là một phụ nữ Do Thái nói tiếng Anh trong một quốc hội thống trị bởi các người Afrikaner theo giáo phái Calvin. Bà đã một lần bị một bộ trưởng buộc tội là hỏi các câu tại quốc hội gây xấu hổ cho Nam Phi, nhưng bà đáp lại: "Không phải là câu hỏi của tôi gây xấu hổ cho Nam Phi, nhưng chính là câu trả lời của ông".
Sau đó, khi số người da trắng trong quốc hội đối lập với chủ nghĩa phân biệt chủng tộc tăng lên, thì Đảng Cấp tiến sáp nhập với "Đảng Cải cách" của Harry Schwarz và trở thành Đảng Cấp tiến Cải cách, sau đó lại được đổi tên thành Đảng Cấp tiến Liên bang, và Suzman đã có các đồng nghiệp tự do nổi tiếng như Colin Eglin gia nhập quốc hội. Bà đã làm nghị sĩ tổng cộng 36 năm.
Bà đã tới thăm Nelson Mandela nhiều lần khi ông ở nhà tù, và đã có mặt khi ông ký Hiến pháp mới của Nam Phi năm 1996.

## Giải thưởng và Vinh dự
- Giải Nhân quyền của Liên Hợp Quốc năm 1978
- Huy chương Wallenberg năm 1992
- Bà được đề cử cho Giải Nobel Hòa bình 2 lần[9]
- Giải vì Tự do năm 2002, và được các tổ chức nhân quyền và tôn giáo khắp thế giới trao nhiều giải thưởng khác nhau
- Bà đã được trao 27 bằng tiến sĩ danh dự của các trường đại học trên khắp thế giới [10][11].
- Nữ hoàng Elizabeth II phong cho bà chức Dame Commander danh dự (phân ban Dân sự) của Order of the British Empire (Huân chương Đế chế Anh) năm 1989.[12]
- Bà được bầu đứng thứ #24 trong loạt phim truyền hình Top 100 Great South Africans (Một trăm vĩ nhân hàng đầu của Nam Phi).

## Từ trần
Suzman qua đời trong ngày đầu năm 2009, thọ 91 tuổi. Achmat Dangor, giám đốc điều hành Quỹ Nelson Mandela nói rằng Suzman là một "nhà đại ái quốc và người đấu tranh không sợ hãi chống chế độ apartheid ".

## Phê bình
Nhà báo Nam Phi Ken Owen, cựu biên tập viên của báo Sunday Times, đưa ra ý kiến là Suzman đã bày tỏ sự giận dữ khá khinh suất và độc địa đối với sự áp bức của Robert Mugabe ở Zimbabwe hơn là đối với chủ nghĩa apartheid. Ông cũng chỉ ra là Suzman, một thời gian dài là người quyên góp tiền cho Israel, muốn gào thét chống việc chiếm đất của Zimbabwe, nhưng lại không chống việc "Israel chiếm Đông Jerusalem và các phần ở Bờ Tây".